# تازه‌آباد (بخش مرکزی دهگلان)
تازه‌آباد روستایی در دهستان قوری چای بخش مرکزی شهرستان دهگلان استان کردستان ایران است.

## جمعیت
بر پایه سرشماری عمومی نفوس و مسکن در سال ۱۳۹۵ جمعیت این روستا ۱۶۱ نفر (۴۶خانوار) بوده‌است.